# Giải vô địch bóng đá thế giới 2014 (Bảng B)
Bảng B tại Giải bóng đá vô địch thế giới 2014 bao gồm các đội tuyển bóng đá quốc gia của Tây Ban Nha, Hà Lan, Chile, và Úc. Tây Ban Nha là đương kim vô địch và Hà Lan là đương kim á quân. Các trận đấu của bảng bắt đầu từ ngày 13 tháng 6 và kết thúc vào ngày 23 tháng 6.

## Các đội bảng B
| Vị trí         | Đội         | Tư cách                  | Ngày vượt qua        | Số lần dự | Lần dự gần nhất | Thành tích tốt nhất         | Xếp hạng FIFA |
| -------------- | ----------- | ------------------------ | -------------------- | --------- | --------------- | --------------------------- | ------------- |
| B1 (hạt giống) | Tây Ban Nha | Thắng UEFA Bảng I        | 15 tháng 10 năm 2013 | 14        | 2010            | Vô địch (2010)              | 1             |
| B2             | Hà Lan      | Thắng UEFA Bảng D        | 10 tháng 9 năm 2013  | 10        | 2010            | Giải nhì (1974, 1978, 2010) | 8             |
| B3             | Chile       | Hạng 3 CONMEBOL          | 15 tháng 10 năm 2013 | 9         | 2010            | Giải ba (1962)              | 12            |
| B4             | Úc          | Hạng 2 AFC Vòng 4 Bảng B | 18 tháng 6 năm 2013  | 4         | 2010            | Vòng 1/8 (2006)             | 57            |

### Những lần chạm trán trước đây giữa các đội tại World Cup
- Tây Ban Nha v Hà Lan:[1]
  - 2010, chung kết: Tây Ban Nha 1–0 (hiệp phụ) Hà Lan
- Chile v Úc:[2]
  - 1974, vòng đấu bảng: Chile 0–0 Úc
- Úc v Hà Lan: chưa[3]
- Tây Ban Nha v Chile:[4]
  - 1950, vòng đấu bảng: Tây Ban Nha 2–0 Chile
  - 2010, vòng đấu bảng: Tây Ban Nha 2–1 Chile
- Úc v Tây Ban Nha: chưa[5]
- Hà Lan v Chile: chưa[6]

## Thứ hạng
| Legend                                              |
| --------------------------------------------------- |
| Đội nhất và nhì bảng sẽ vào vòng đấu loại trực tiếp |

| Đội         | Tr | T | H | B | BT | BB | HS | Đ |
| ----------- | -- | - | - | - | -- | -- | -- | - |
| Hà Lan      | 3  | 3 | 0 | 0 | 10 | 3  | +7 | 9 |
| Chile       | 3  | 2 | 0 | 1 | 5  | 3  | +2 | 6 |
| Tây Ban Nha | 3  | 1 | 0 | 2 | 4  | 7  | −3 | 3 |
| Úc          | 3  | 0 | 0 | 3 | 3  | 9  | −6 | 0 |

## Các trận đấu bảng B

### Tây Ban Nha v Hà Lan
| Tây Ban Nha        | 1–5     | Hà Lan                                              |
| ------------------ | ------- | --------------------------------------------------- |
| Alonso 27' (ph.đ.) | Kết quả | Van Persie 44', 72' · Robben 53', 80' · De Vrij 64' |

| Tây Ban Nha | Hà Lan |

| GK                      | 1  | Iker Casillas (c) | 65' |     |
| RB                      | 22 | César Azpilicueta |     |     |
| CB                      | 3  | Gerard Piqué      |     |     |
| CB                      | 15 | Sergio Ramos      |     |     |
| LB                      | 18 | Jordi Alba        |     |     |
| RM                      | 8  | Xavi              |     |     |
| CM                      | 16 | Sergio Busquets   |     |     |
| LM                      | 14 | Xabi Alonso       |     | 62' |
| RW                      | 21 | David Silva       |     | 78' |
| LW                      | 6  | Andrés Iniesta    |     |     |
| CF                      | 19 | Diego Costa       |     | 62' |
| Vào thay người:         |    |                   |     |     |
| FW                      | 9  | Fernando Torres   |     | 62' |
| FW                      | 11 | Pedro             |     | 62' |
| MF                      | 10 | Cesc Fàbregas     |     | 78' |
| Huấn luyện viên trưởng: |    |                   |     |     |
| Vicente del Bosque      |    |                   |     |     |

| GK                      | 1  | Jasper Cillessen     |     |     |
| CB                      | 2  | Ron Vlaar            |     |     |
| CB                      | 3  | Stefan de Vrij       | 41' | 77' |
| CB                      | 4  | Bruno Martins Indi   |     |     |
| RWB                     | 7  | Daryl Janmaat        |     |     |
| LWB                     | 5  | Daley Blind          |     |     |
| CM                      | 6  | Nigel de Jong        |     |     |
| CM                      | 8  | Jonathan de Guzmán   | 25' | 62' |
| AM                      | 10 | Wesley Sneijder      |     |     |
| CF                      | 9  | Robin van Persie (c) | 66' | 79' |
| CF                      | 11 | Arjen Robben         |     |     |
| Vào thay người:         |    |                      |     |     |
| MF                      | 20 | Georginio Wijnaldum  |     | 62' |
| DF                      | 13 | Joël Veltman         |     | 77' |
| FW                      | 17 | Jeremain Lens        |     | 79' |
| Huấn luyện viên trưởng: |    |                      |     |     |
| Louis van Gaal          |    |                      |     |     |

| Cầu thủ xuất sắc nhất trận: Robin van Persie (Hà Lan) Trợ lý trọng tài: Renato Faverani (Ý) Andrea Stefani (Ý) Trọng tài bàn: Svein Oddvar Moen (Na Uy) Trọng tài dự bị: Kim Thomas Haglund (Na Uy) |

### Chile v Úc
| Chile                                         | 3–1     | Úc         |
| --------------------------------------------- | ------- | ---------- |
| Sánchez 12' · Valdivia 14' · Beausejour 90+2' | Kết quả | Cahill 35' |

| Chile | Úc |

| GK                      | 1  | Claudio Bravo (c) |     |     |
| RB                      | 4  | Mauricio Isla     |     |     |
| CB                      | 17 | Gary Medel        |     |     |
| CB                      | 18 | Gonzalo Jara      |     |     |
| LB                      | 2  | Eugenio Mena      |     |     |
| RM                      | 20 | Charles Aránguiz  | 86' |     |
| CM                      | 21 | Marcelo Díaz      |     |     |
| LM                      | 8  | Arturo Vidal      |     | 60' |
| RF                      | 7  | Alexis Sánchez    |     |     |
| CF                      | 10 | Jorge Valdívia    |     | 68' |
| LF                      | 11 | Eduardo Vargas    |     | 88' |
| Vào thay người:         |    |                   |     |     |
| MF                      | 16 | Felipe Gutiérrez  |     | 60' |
| MF                      | 15 | Jean Beausejour   |     | 68' |
| FW                      | 9  | Mauricio Pinilla  |     | 88' |
| Huấn luyện viên trưởng: |    |                   |     |     |
| Jorge Sampaoli          |    |                   |     |     |

| GK                      | 1  | Mathew Ryan        |     |     |
| RB                      | 2  | Ivan Franjić       |     | 49' |
| CB                      | 22 | Alex Wilkinson     |     |     |
| CB                      | 6  | Matthew Špiranović |     |     |
| LB                      | 3  | Jason Davidson     |     |     |
| CM                      | 15 | Mile Jedinak (c)   | 58' |     |
| CM                      | 5  | Mark Milligan      | 67' |     |
| RW                      | 7  | Mathew Leckie      |     |     |
| AM                      | 23 | Mark Bresciano     |     | 78' |
| LW                      | 11 | Tommy Oar          |     | 68' |
| CF                      | 4  | Tim Cahill         | 44' |     |
| Vào thay người:         |    |                    |     |     |
| DF                      | 19 | Ryan McGowan       |     | 49' |
| MF                      | 10 | Ben Halloran       |     | 68' |
| MF                      | 14 | James Troisi       |     | 78' |
| Huấn luyện viên trưởng: |    |                    |     |     |
| Ange Postecoglou        |    |                    |     |     |

| Cầu thủ xuất sắc nhất trận: Alexis Sánchez (Chile) Trợ lý trọng tài: Songuifolo Yeo (Bờ Biển Ngà) Jean-Claude Birumushahu (Burundi) Trọng tài bàn: Roberto Moreno (Panama) Trọng tài dự bị: Eric Boria (Hoa Kỳ) |

### Úc v Hà Lan
| Úc                               | 2–3      | Hà Lan                                  |
| -------------------------------- | -------- | --------------------------------------- |
| Cahill 21' · Jedinak 54' (ph.đ.) | Chi tiết | Robben 20' · Van Persie 58' · Depay 68' |

| Úc | Hà Lan |

| GK                      | 1  | Mathew Ryan        |     |     |
| RB                      | 19 | Ryan McGowan       |     |     |
| CB                      | 22 | Alex Wilkinson     |     |     |
| CB                      | 6  | Matthew Špiranović |     |     |
| LB                      | 3  | Jason Davidson     |     |     |
| CM                      | 15 | Mile Jedinak (c)   |     |     |
| CM                      | 17 | Matt McKay         |     |     |
| RW                      | 7  | Mathew Leckie      |     |     |
| AM                      | 23 | Mark Bresciano     |     | 51' |
| LW                      | 11 | Tommy Oar          |     | 77' |
| CF                      | 4  | Tim Cahill         | 43' | 69' |
| Vào thay người:         |    |                    |     |     |
| MF                      | 13 | Oliver Bozanić     |     | 51' |
| MF                      | 10 | Ben Halloran       |     | 69' |
| FW                      | 9  | Adam Taggart       |     | 77' |
| Huấn luyện viên trưởng: |    |                    |     |     |
| Ange Postecoglou        |    |                    |     |     |

| GK                      | 1  | Jasper Cillessen     |     |       |
| CB                      | 2  | Ron Vlaar            |     |       |
| CB                      | 3  | Stefan de Vrij       |     |       |
| CB                      | 4  | Bruno Martins Indi   |     | 45+3' |
| RM                      | 7  | Daryl Janmaat        |     |       |
| CM                      | 8  | Jonathan de Guzmán   |     | 78'   |
| CM                      | 6  | Nigel de Jong        |     |       |
| LM                      | 5  | Daley Blind          |     |       |
| AM                      | 10 | Wesley Sneijder      |     |       |
| CF                      | 9  | Robin van Persie (c) | 47' | 87'   |
| CF                      | 11 | Arjen Robben         |     |       |
| Vào thay người:         |    |                      |     |       |
| MF                      | 21 | Memphis Depay        |     | 45+3' |
| MF                      | 20 | Georginio Wijnaldum  |     | 78'   |
| FW                      | 17 | Jeremain Lens        |     | 87'   |
| Huấn luyện viên trưởng: |    |                      |     |       |
| Louis van Gaal          |    |                      |     |       |

| Cầu thủ xuất sắc nhất trận: Arjen Robben (Hà Lan) Trợ lý trọng tài: Rédouane Achik (Maroc) Abdelhak Etchiali (Algérie) Trọng tài bàn: Bakary Gassama (Gambia) Trọng tài dự bị: Evarist Menkouande (Cameroon) |

### Tây Ban Nha v Chile
| Tây Ban Nha | 0–2      | Chile                     |
| ----------- | -------- | ------------------------- |
|             | Chi tiết | Vargas 20' · Aránguiz 43' |

| Tây Ban Nha | Chile |

| GK                      | 1  | Iker Casillas (c) |     |     |
| RB                      | 22 | César Azpilicueta |     |     |
| CB                      | 4  | Javi Martínez     |     |     |
| CB                      | 15 | Sergio Ramos      |     |     |
| LB                      | 18 | Jordi Alba        |     |     |
| CM                      | 16 | Sergio Busquets   |     |     |
| CM                      | 14 | Xabi Alonso       | 41' | 46' |
| RW                      | 21 | David Silva       |     |     |
| AM                      | 6  | Andrés Iniesta    |     |     |
| LW                      | 11 | Pedro             |     | 76' |
| CF                      | 19 | Diego Costa       |     | 64' |
| Vào thay người:         |    |                   |     |     |
| MF                      | 17 | Koke              |     | 46' |
| FW                      | 9  | Fernando Torres   |     | 64' |
| MF                      | 20 | Santi Cazorla     |     | 76' |
| Huấn luyện viên trưởng: |    |                   |     |     |
| Vicente del Bosque      |    |                   |     |     |

| GK                      | 1  | Claudio Bravo (c) |     |     |
| CB                      | 17 | Gary Medel        |     |     |
| CB                      | 5  | Francisco Silva   |     |     |
| CB                      | 18 | Gonzalo Jara      |     |     |
| RM                      | 4  | Mauricio Isla     |     |     |
| CM                      | 20 | Charles Aránguiz  |     | 64' |
| CM                      | 21 | Marcelo Díaz      |     |     |
| LM                      | 2  | Eugenio Mena      | 61' |     |
| AM                      | 8  | Arturo Vidal      | 26' | 88' |
| CF                      | 11 | Eduardo Vargas    |     | 85' |
| CF                      | 7  | Alexis Sánchez    |     |     |
| Vào thay người:         |    |                   |     |     |
| MF                      | 16 | Felipe Gutiérrez  |     | 64' |
| MF                      | 10 | Jorge Valdivia    |     | 85' |
| MF                      | 6  | Carlos Carmona    |     | 88' |
| Huấn luyện viên trưởng: |    |                   |     |     |
| Jorge Sampaoli          |    |                   |     |     |

| Cầu thủ xuất sắc nhất trận: Eduardo Vargas (Chile) Trợ lý trọng tài: Mark Hurd (Hoa Kỳ) Joe Fletcher (Canada) Trọng tài bàn: Nawaf Shukralla (Bahrain) Trọng tài dự bị: Yaser Tulefat (Bahrain) |

### Úc v Tây Ban Nha
| Úc | 0–3      | Tây Ban Nha                       |
| -- | -------- | --------------------------------- |
|    | Chi tiết | Villa 36' · Torres 69' · Mata 82' |

| Úc | Tây Ban Nha |

| GK                      | 1  | Mathew Ryan        |       |     |
| RB                      | 19 | Ryan McGowan       |       |     |
| CB                      | 6  | Matthew Špiranović | 88'   |     |
| CB                      | 22 | Alex Wilkinson     |       |     |
| LB                      | 3  | Jason Davidson     |       |     |
| CM                      | 17 | Matt McKay         |       |     |
| CM                      | 15 | Mile Jedinak (c)   | 90+2' |     |
| CM                      | 13 | Oliver Bozanić     |       | 72' |
| RW                      | 7  | Mathew Leckie      |       |     |
| CF                      | 9  | Adam Taggart       |       | 46' |
| LW                      | 11 | Tommy Oar          |       | 61' |
| Vào thay người:         |    |                    |       |     |
| MF                      | 10 | Ben Halloran       |       | 46' |
| MF                      | 14 | James Troisi       |       | 61' |
| MF                      | 23 | Mark Bresciano     |       | 72' |
| Huấn luyện viên trưởng: |    |                    |       |     |
| Ange Postecoglou        |    |                    |       |     |

| GK                      | 23 | Pepe Reina       |     |     |
| RB                      | 5  | Juanfran         |     |     |
| CB                      | 2  | Raúl Albiol      |     |     |
| CB                      | 15 | Sergio Ramos (c) | 62' |     |
| LB                      | 18 | Jordi Alba       |     |     |
| CM                      | 14 | Xabi Alonso      |     | 83' |
| CM                      | 17 | Koke             |     |     |
| AM                      | 6  | Andrés Iniesta   |     |     |
| RW                      | 20 | Santi Cazorla    |     | 68' |
| LW                      | 7  | David Villa      |     | 56' |
| CF                      | 9  | Fernando Torres  |     |     |
| Vào thay người:         |    |                  |     |     |
| MF                      | 13 | Juan Mata        |     | 56' |
| MF                      | 10 | Cesc Fàbregas    |     | 68' |
| MF                      | 21 | David Silva      |     | 83' |
| Huấn luyện viên trưởng: |    |                  |     |     |
| Vicente del Bosque      |    |                  |     |     |

| Cầu thủ xuất sắc nhất trận: David Villa (Tây Ban Nha) Trợ lý trọng tài: Yaser Tulefat (Bahrain) Ebrahim Saleh (Bahrain) Trọng tài bàn: Norbert Hauata (Tahiti) Trọng tài dự bị: Aden Marwa (Kenya) |

### Hà Lan v Chile
| Hà Lan                | 2–0      | Chile |
| --------------------- | -------- | ----- |
| Fer 77' · Depay 90+2' | Chi tiết |       |

| Hà Lan | Chile |

| GK                      | 1  | Jasper Cillessen    |     |     |
| RB                      | 7  | Daryl Janmaat       |     |     |
| CB                      | 2  | Ron Vlaar           |     |     |
| CB                      | 3  | Stefan de Vrij      |     |     |
| LB                      | 5  | Daley Blind         | 64' |     |
| RM                      | 20 | Georginio Wijnaldum |     |     |
| CM                      | 6  | Nigel de Jong       |     |     |
| LM                      | 15 | Dirk Kuyt           |     | 89' |
| AM                      | 10 | Wesley Sneijder     |     | 75' |
| CF                      | 11 | Arjen Robben (c)    |     |     |
| CF                      | 17 | Jeremain Lens       |     | 69' |
| Vào thay người:         |    |                     |     |     |
| MF                      | 21 | Memphis Depay       |     | 69' |
| MF                      | 18 | Leroy Fer           |     | 75' |
| DF                      | 14 | Terence Kongolo     |     | 89' |
| Huấn luyện viên trưởng: |    |                     |     |     |
| Louis van Gaal          |    |                     |     |     |

| GK                      | 1  | Claudio Bravo (c) |     |     |
| CB                      | 17 | Gary Medel        |     |     |
| CB                      | 5  | Francisco Silva   | 25' | 70' |
| CB                      | 18 | Gonzalo Jara      |     |     |
| RWB                     | 4  | Mauricio Isla     |     |     |
| LWB                     | 2  | Eugenio Mena      |     |     |
| CM                      | 20 | Charles Aránguiz  |     |     |
| CM                      | 21 | Marcelo Díaz      |     |     |
| AM                      | 16 | Felipe Gutiérrez  |     | 46' |
| CF                      | 7  | Alexis Sánchez    |     |     |
| CF                      | 11 | Eduardo Vargas    |     | 81' |
| Vào thay người:         |    |                   |     |     |
| MF                      | 15 | Jean Beausejour   |     | 46' |
| MF                      | 10 | Jorge Valdivia    |     | 70' |
| FW                      | 9  | Mauricio Pinilla  |     | 81' |
| Huấn luyện viên trưởng: |    |                   |     |     |
| Jorge Sampaoli          |    |                   |     |     |

| Cầu thủ xuất sắc nhất trận: Arjen Robben (Hà Lan) Trợ lý trọng tài: Evarist Menkouande (Cameroon) Felicien Kabanda (Rwanda) Trọng tài bàn: Joel Aguilar (El Salvador) Trọng tài dự bị: William Torres (El Salvador) |